# 外山晴菜
外山 晴菜（とやま はるな、1984年7月5日 - ）は、日本で最初のポーズ専門の振付師。東京都生まれ 。 明治大学文学部卒。

## 来歴
高校生のときに2001年NHK総合「にんげんドキュメント」～ダンスよ心を語れ 振付家香瑠鼓の世界を観て感銘を受け、香瑠鼓の門下となる。2005年大学在学中に香瑠鼓のアシスタントとして本格的に振付の世界に携わる。メディアの振付に携わる傍ら、友人ストウミキコと立ち上げたダンスカンパニー・キリコラージュ(2007 - 2013)で日本各地の公共ホールでダンス公演とワークショップを実施。初公演が朝日新聞に取材される。
2008年一般財団法人地域創造　現代ダンス活性化事業アーティスト、2009年同事業・支援事業アーティストとして活動（2009 - 2013）。様々な個性を持った人達とのコラボレーションを積極的に行う。 2010年トヨタ コレオグラフィーアワード2010ファイナリストに選出される。
2017年日本でひとりのポーズ専門の振付師として「ワンポーズクリエイター®︎
」の商標を取得。CM等広告や舞台のポーズ・振付演出に携わる。人の可能性を引き出すワークショップも行い、近年は作曲家と共同で、音と体を使った表現教育の実施やプログラムデザインに取り組む。

## 振付・演出

### CM
- ドコモ「505is」（2006）（出演：加藤あい）／出演
- ブルックス「ブルックスコーヒー」（2007）（出演：片山晋呉）／振付
- NHK/AC公共広告機構 共同キャンペーン（2007）（出演：perfume）／出演・振付助手
- コミュファ光「コミュファ光・コミュファ通り」篇（2008）（出演：香里奈）／振付
- ハウス食品「フルーチェ」（2008）（出演：オリエンタルラジオ）／振付
- SUZUKI 「LANDY」（2008）／振付
- ナショナル「JOBA」（2008）（出演：浅尾美和・山本博）／振付助手
- カゴメ 「ラブレ」（2008）／振付助手
- グリコ「ポッキー」（2008）（出演：忽那汐里）／振付助手
- 大塚製薬 「オロナミンＣ」（2008）(出演：上戸彩)／振付助手
- KOSE「ソフティモ・さらさらパウダーシート」（2008）(出演：上戸彩)／振付助手
- 大正製薬「リポビタンファイン・エクササイズ」篇（2009）（出演：夏木マリ、吹石一恵）／振付
- VISA 「VISAカード Happy Traveler」篇（2009）／動き指導
- PARCO「グランバザール2009」（2009）（出演：宮崎あおい）／振付
- 味覚糖 「シゲキックス」（2009）（出演：チュートリアル）／振付助手
- Canon ベトナム「IXUS」（2010）／振付
- ヒーリーズ「ローラーシューズ」（2010）／振付
- SUNTORY「BOSS贅沢微糖・贅沢銀行」篇（2010）（出演：おニャン子クラブ）／動き指導
- エーザイ「クリスタルヴェール・花粉」篇（2010）／振付
- VISA 「VISAカード　新Happy Traveler」篇（2011）／動き指導
- アリオ「アリオバザール」（2012）／振付
- はるやま「男前クールスーツ」（2012）（出演：AKB48）／振付・動き指導
- はるやま「男前スリムスーツ」（2012）（出演：AKB48）／振付・動き指導
- 佐藤製薬「ストナの唄 / 白いストナ」篇（2014）（出演：浅田真央）／振付
- 小学館　CanCam「CanCam 4月号」（2014）（出演：山本美月、堀田茜）／動き指導
- 白元「ミセスロイド消臭プラス　出演交渉」篇（2014）（出演：石田純一）／動き指導
- アンファー「ピュアフリーアイラッシュ スカルプDガールズ」篇（2014）（出演：渡辺直美）／振付
- 高田引越しセンター「カツラ / おじいちゃん / Wベット / 嫁と姑」篇（2015）／振付
- しまむらグループ・バースデイ「futapan」（2016）／振付
- 三井アウトレットパーク「GWセール」（2016）（出演：トリンドル玲奈）／振付
- 千寿製薬「NewマイティアCL」（2017）（出演：広瀬すず）／振付
- 千寿製薬「マイティアピントケア」（2017）／振付
- ニンテンドー3DS「おでんわ～るど」（2017）(出演：クレヨンしんちゃん、小島よしお)／振付
- 三菱電機「エレ・ナビ」（2017）(出演：納富有沙)／振付・ポーズクリエイト
- JRバス「高速バス　ドリームルリエ」（2017）（出演：AKB48 横山由依）／振付
- しまむらグループ・バースデイ「futapan ハーフパンツ篇」（2017）／振付
- 東洋システム「東洋システムってなんですか？篇」（2017）／振付
- 三菱電機「ビルユニティー」（2018）／振付
- 三菱電機「AXIEZ 4ヵ国語表示・アナウンス」篇（2018）／振付
- H.I.S.「初夢フェア」（出演：イモトアヤコ）（2018）／振付
- JR東海「スマートEX」（2018）／振付
- DHC「プロティンダイエット」「ダイエットサポートセール」篇（出演：夏菜）（2018）／ポーズ監修
- しまむらグループ・バースデイ「なんでも揃う篇」「フタT・フタパン篇」（2018）／振付
- セゾン・UCカード「東池袋52」ドヤポーズ篇 （2019）／振付
- イオン「にぎわい東北」篇（出演：眞島秀和）（2019）／振付

### ミュージックビデオ・WEB
- セキスイハイム　WEB「あったかハイム」（2007）／振付
- 松崎しげる×チョコマン　MV「愛のメモリー」（2008）／振付
- セキスイハイム　WEB「おひさまハイム」（2008）／振付
- MAZDA WEB「Cargirl～縦列駐車」（2008）／振付
- オレンジレンジMV「おしゃれ番長feat.ソイソース」（2008）（出演：芋洗坂係長)／振付助手
- セキスイハイム　WEB「あったかハイム」（2009）／振付
- うんこさん　MV「うんとこサンバ」（2009）／振付
- 坂本龍一監修アルバム　MV「日本のうた」（2010）（監督：犬童一心)／出演・振付助手
- セキスイハイム　WEB「おひさまハイム」（2010）／振付
- wacci MV 「Weakly Weekday」（2012）／振付
- チャットモンチー　MV「コンビニエンスハネムーン」（2012）（出演：小松菜奈）／振付
- 大丸松坂屋　CM / MV /イベント「さくらパンダ　ハンパないダンス」篇（2012）／振付
- KAGOME MV 「らららベジタブル2013」（2013）／振付
- チャットモンチー　MV「いたちごっこ」（2014）（出演：吉岡里帆）／振付・動き指導
- ディズニーXD　MV / SPOT「腹筋ドッカンTV」（2014）（出演：小島よしお） ／振付・ポーズクリエイト
- KAGOME MV 「らららベジタブル2014」（2014）／振付
- ディズニーXD MV / SPOT「夏休み 腹筋ドッカン大放送」（2015）（出演：ロバート） ／振付・ポーズクリエイト
- 博多天神大丸　MV「ミスターシェイプのハイタッチたいそう」（2015）／振付
- ディズニーXD MV / SPOT「夏休み ボンまつり」（2016）(出演：オバチャーン)／振付
- アニメ　シノビナイトメア・キャラクターMV（2016） ／振付
- 天月 MV 「Dive!!」（2016）／動き指導
- ワコール「WEB体操第一」（2016）(出演：森山開次)／振付助手
- リクルートライフスタイル HP（2017）／ポージングディレクション
- アイセイ薬局　デジタルサイネージ　「かかりつけ薬剤師」（2017）／振付
- ベネッセ MV【しまじろう×カゴメ】オリジナルソング 「カンパイ★ベジタブル」（2019）／振付・出演
- 東洋水産 スマホダンスメーカー「マルちゃんQTTA」（2019）／振付・出演

### 舞台・映画・イベント
- 映画「メゾン・ド・ヒミコ」（2005）(主演：オダギリジョー、柴咲コウ)／出演・振付助手
- 映画「バブルへGO!! タイムマシンはドラム式」（2007）(主演：阿部寛、広末涼子)／出演・振付助手
- フジテレビ「体操の時間」シリーズ（2007-2008）／振付助手
- TBSドラマ「山田太郎ものがたり」（2007）／ダンスシーン出演・振付助手
- 映画「グーグーだって猫である」（2008）(主演：小泉今日子)／振付助手
- 映画「ザ・マジックアワー」（2008）(主演：佐藤浩市)／振付助手
- 映画「パコと魔法の絵本」（2008）(主演：役所広司)／振付助手
- 映画「20世紀少年」（2009）(主演：唐沢寿明)／振付助手
- カゴメ　ミュージカル＠全国 「カゴメ劇場2010」（2010）／振付
- 映画「BECK」（2010）（主演：水嶋ヒロ）／振付
- 映画「告白」（2010）（主演：松たか子）／振付助手
- GOOD YEAR 「東京オートサロン2010」（2010）／動き指導
- カゴメ　ミュージカル＠全国 「カゴメ劇場2012」第2部（2011）／振付
- ドラマ「つぶやき三四郎～一本なう～」（2011）（主演：今野浩喜（キングオブコメディ））／振付
- GOOD YEAR 「東京オートサロン2011」（2011）／動き指導
- カゴメ　ミュージカル＠全国 「カゴメ劇場2012」第2部（2012）／振付
- 劇団仲間　新作公演「風の中のマリア」＠全国（2012）／振付
- カゴメ　ミュージカル＠全国 「カゴメ劇場2013」（2013）／振付
- カゴメ　被災地支援ミュージカル「トマト劇場2013」（2013）／振付
- カンパニーデラシネラ舞台「人魚姫」（2013）（演出：小野寺修二、主演：南果歩）／演出助手
- 小島よしお　お笑いライブ「修行」（2014）／振付
- カゴメ　ミュージカル＠全国 「カゴメ劇場2014」（2014）／振付
- カゴメ　被災地支援ミュージカル「トマト劇場2014」（2014）／振付
- 小島よしお　お笑いライブ「小島よしお的おゆうぎ会　～わくわく～」（2015）／振付
- カゴメ　ミュージカル＠全国 「カゴメ劇場2015」（2015）／振付
- カゴメ　被災地支援ミュージカル「トマト劇場2015」（2015）／振付
- カゴメ　ミュージカル＠全国 「カゴメ劇場2016」（2016）／振付
- 岐阜県羽島市ゆるキャラ （2016）／ポーズクリエイト
- カゴメ 被災地支援ミュージカル「トマト劇場2016」（2016）／振付
- カゴメ　ミュージカル＠全国 「カゴメ劇場2017」（2017）／振付
- カゴメ　被災地支援ミュージカル「トマト劇場2017」（2017／振付
- 面白法人カヤック　カヤック銅像（2018）／ポーズクリエイト
- カゴメ　ミュージカル＠全国 「カゴメ劇場2018」（2018）／振付
- カゴメ　被災地支援ミュージカル「トマト劇場2018」（2018）／振付
- 舞台「Air swimming」（2018）（脚本：シャーロット・ジョーンズ、演出：栗原崇）／振付
- NHK Eテレ　イベント「びじゅチューン！」 （2019）／振付
- カゴメ　ミュージカル＠全国 「カゴメ劇場2019」（2019）／振付
- カゴメ　被災地支援ミュージカル「トマト劇場2019」（2019）／振付
- 舞台「男が死ぬ日」（2019）（作：テネシーウィリアムズ、演出：ボビー中西）／振付
- 音楽劇「星の王子さま」（2019）（企画構成・演出・出演 : aotenjo）

### 本、その他
- ベネッセ教材「こどもちゃれんじぽけっと」 「こどもちゃれんじほっぷ」／振付
- 日本コロムビア　小島よしおDVD「よしおのうた」／振付
- 小学館　付録DVD「もうすぐ幼稚園」 ／振付
- Nova Science Publisher「Art and Design Education: Perspectives, Challenges and Opportunities」（※NYで出版されたアートとデザイン教育の本）／研究協力
- 「リアリズム演技」著：ボビー中西 而立書房／協力
- 高知市文化振興事業団／寄稿
- リクルートライフスタイルWEB

### ワークショップ
- 東京大学大学院
- 新宿ルミネゼロ
- 世田谷パブリックシアター
- 川口市メディアセブン
- あいちトリエンナーレ

## 研究
- 東京大学大学院教育学研究科岡田猛研究室にて創造性認知科学のリサーチ